# تایوان پاور
تایوان پاور (انگلیسی: Taiwan Power Company) شرکت دولتی برق تایوان است، که در سال ۱۹۴۶ توسط وزارت روابط اقتصادی تایوان تأسیس شد.